# Ви чия, стареча? (фільм, 1982)
«Ви чия, стареча?» (рос. «Вы чьё, старичьё?») — радянський короткометражний художній фільм за однойменною повістю Бориса Васильєва. Знятий в рік публікації повісті (1982) як дипломної роботи студентів ВДІКа — режисера Василя Пічула і оператора Врежа Петросяна.

## Сюжет
У сільського старого Глушкова, син якого трагічно загинув кілька років тому, вмирає дружина Євдокія. Поховавши її, він залишається один, і його давня знайома Нюра пропонує йому оселитися з нею та її дочкою та онукою. Однак Глушков вирішує їхати в місто до невістки, щоб побачити онука.
Невістка Зіна живе в комунальній квартирі та мріє про високооплачувану роботу, окрему квартиру і шлюб; її син вчиться на «п'ятиднівці». Вона просить Глушкова оформити пенсію як учасника війни, проте він відмовляється зробити це, тому що служив в обозі, а на пенсію, на його думку, має право тільки той, хто проливав кров. Зіні вдається влаштуватися на роботу на Крайню Північ, і вона їде з сином. Глушков залишається в її кімнаті, проте сусіди, у яких має з'явитися дитина, не раз натякають йому, що добре б йому звільнити житлоплощу для них.
Збираючи пляшки, Глушков знайомиться зі старим Багоричем і його онукою Валентиною. Валентина переймається симпатією до Глушкова і всіляко дбає про нього. До неї приїжджає її наречений Андрій, якого не було чотири роки. Він розповідає літнім людям, що сидів на зоні за звинуваченням в «розкраданні власності». І Глушков, і Багорич відчувають себе зайвими в місті. Глушков пропонує Багоричу поїхати до Нюри в село. Він виписується з кімнати Зіни, однак приходить телеграма про те, що Нюра померла. Глушкова та Багорича знаходять на вокзалі Валентина з Андрієм і відводять їх додому, кажучи, що тепер треба купити ще одну розкладачку.

## У ролях
- Вацлав Дворжецький —  Касьян Нефедович Глушков
- Сергій Плотников —  «Багорич» (Павло Єгорович Сидоренко)
- Олена Майорова —  Валентина, внучка Павла Єгоровича
- Олексій Жарков —  Андрій, наречений Валентини, який повернувся з колонії
- Віра Івлєва —  Зіна, невістка Глушкова
- Валерій Носик —  сусід Зіни по комуналці
- Олександр Леньков —  Валер'ян, міліціонер
- Ольга Смирнова —  продавчиня, коханка Валер'яна
- Борис Сморчков — епізод
- Олена Рубцова — епізод
- Сергій Мірошниченко — епізод

## Знімальна група
- Режисер — Василь Пічул
- Сценарист — Василь Пічул
- Оператор — Вреж Петросян
- Художник — Микола Ємельянов